# Льюис (округ, Вашингтон)
Округ Льюис (англ. Lewis County) — округ штата Вашингтон, США. Население округа на 2000 год составляло 68 600 человек. Административный центр округа — город Чехейлис.

## История
Округ Льюис основан в 1845 году.

## География
Округ занимает площадь 6236,7 км2.

## Демография
Согласно переписи населения 2000 года, в округе Льюис проживало 68 600 человек (данные Бюро переписи населения США). Плотность населения составляла 11 человек на квадратный километр.